# Cormet de Roselend
Der Cormet de Roselend ist ein Gebirgspass mit einer Höhe von 1967 m in den Französischen Alpen, Département Savoie. Die durchgehend asphaltierte Straße (Westseite D925; ehemals D217/Gc17 – Ostseite D902; ehemalige Nationalstraße 202) verbindet Beaufort im Tal des Doron mit Bourg-Saint-Maurice im Tal der Isère. Auf der Westseite liegt der Lac du Roselend, der über den Col de Méraillet (Teil der Cormet-Passstraße) oder alternativ über den Col du Pré erreicht werden kann. Die Straße zwischen dem See und Bourg-Saint-Maurice ist deutlich schmaler ausgebaut. Der Pass wird gelegentlich von der Tour de France überquert. Zuerst wurde der Pass von der Westseite her durch die Gc17 über das Almdorf Roselend (heute vom Lac de Roselend überflutet) erreicht. Erst später erreichte die Nationalstraße 202 von der Ostseite her den Pass. Diese sollte dann vom Pass aus weiter nach Norden über den Col de la Croix du Bonhomme und das Tal von Notre-Dame de la Gorge bis nach Les Contamines geführt werden, um die Lücke der N202 zu schließen.

## Streckenführung
Die Westauffahrt beginnt in Beaufort und verläuft nach dem Verlassen des Ortsgebiets durch dicht bewaldetes Gebiet. Dabei folgt die Straße dem Doron stromaufwärts, wobei die durchschnittliche Steigung auf den ersten dreieinhalb Kilometern bei rund 7 % liegt. Beim Campingplatz Les Sources lichtet sich der Wald kurzzeitig und es folgt mit rund 4 % ein flacherer Kilometer. Im Anschluss beginnt die Straße erneut stärker zu steigen und führt über sieben Kehren bergauf, wobei die Steigungsprozente auf einer Distanz von rund sieben Kilometern nie unter 7 % fallen. Nach rund 12 gefahrenen Kilometern erreicht man den Col de Méraillet, der auf einer Höhe von 1615 Metern liegt. Hier überquert man die Waldgrenze und gelang an das Ufer des Lac de Roseland. In diesem zwei Kilometer langen Abschnitt flacht die Straße endgültig ab und umrundet dabei den See. 5,7 Kilometer vor der Passhöhe beginnt der letzte Abschnitt des Anstieges, der bei rund 6,5 % zum höchsten Punkt des Cormet de Roselend führt. Hier sind die höchsten Steigungsprozente im unteren Teil zu finden, ehe die letzten zwei Kilometer eine Steigung von knapp 5 % aufweisen. Die durchschnittliche Steigung der 20,2 Kilometer langen Westauffahrt beträgt 6,1 %.
Die Ostauffahrt beginnt in Bourg-Saint-Maurice und führt auf den ersten zweieinhalb Kilometern mit einer durchschnittlichen Steigung von rund 6 % in den Ortsteil Le Châtelard. Nun flacht die Straße für rund zwei Kilometer ab und folgt dabei der Versoyen. Bei Bonneval les Bains nimmt die Steigung anschließend wieder deutlich zu und weist für rund sechs Kilometer einen Schnitt von knapp 8 % auf. Hier wird die Straße auch deutlich schmäler und führt über einen Abschnitt mit neun engen Kehren. Nach 10,5 gefahrenen Kilometern erreicht man Crêt Bettex, wo die Straße für einen Kilometer flach verläuft. Auch die zwei nachfolgenden Kilometer weisen mit rund 5 % eine moderate Steigung auf. Dies ändert sich erst auf den letzten sechs Kilometern, die im Schnitt mit rund 7 % über mehrere, weite Kurven zur Passhöhe führen. Insgesamt liegt die Durchschnittssteigung der 19,4 Kilometer langen Ostauffahrt bei 5,9 %.

Der Coremt de Roselend kann von Beaufort auch über den nahe gelegenen Col du Pré erreicht werden. Dieser mündet nach der Überquerung der Roselend-Talsperre in den Col de Méraillet.

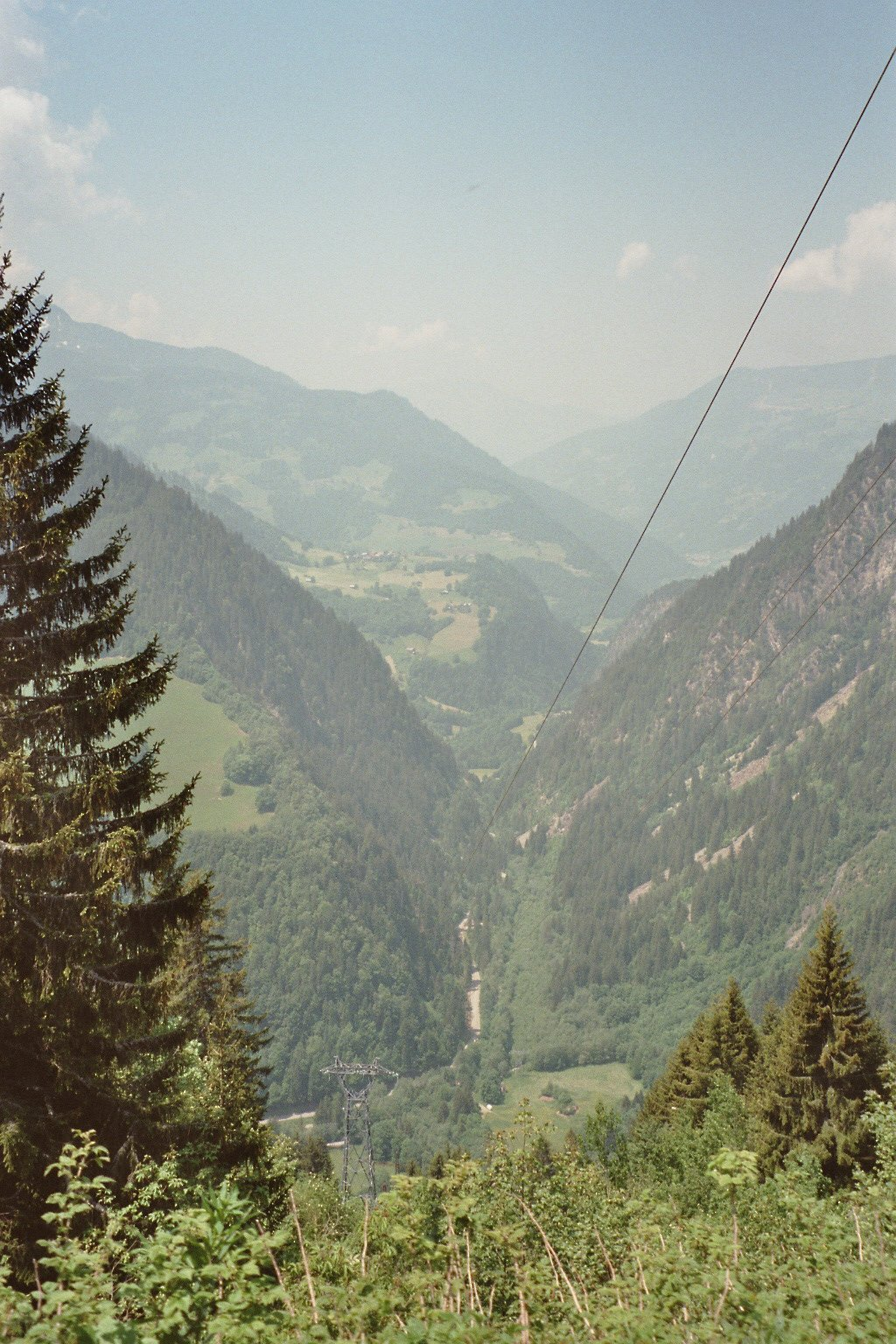
Westrampe des Passes durch das Tal des Doron, Blickrichtung Beaufort
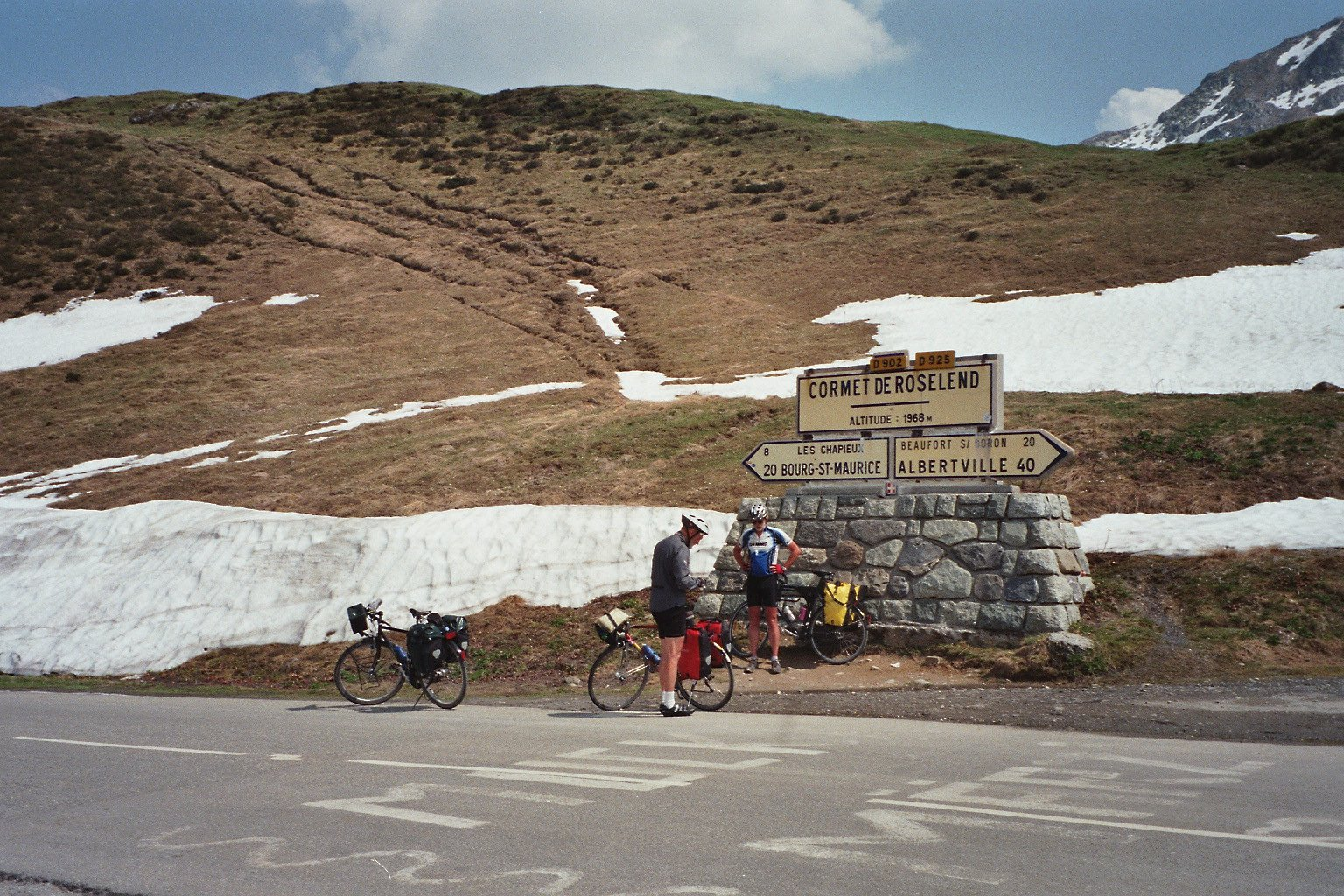
Passhöhe
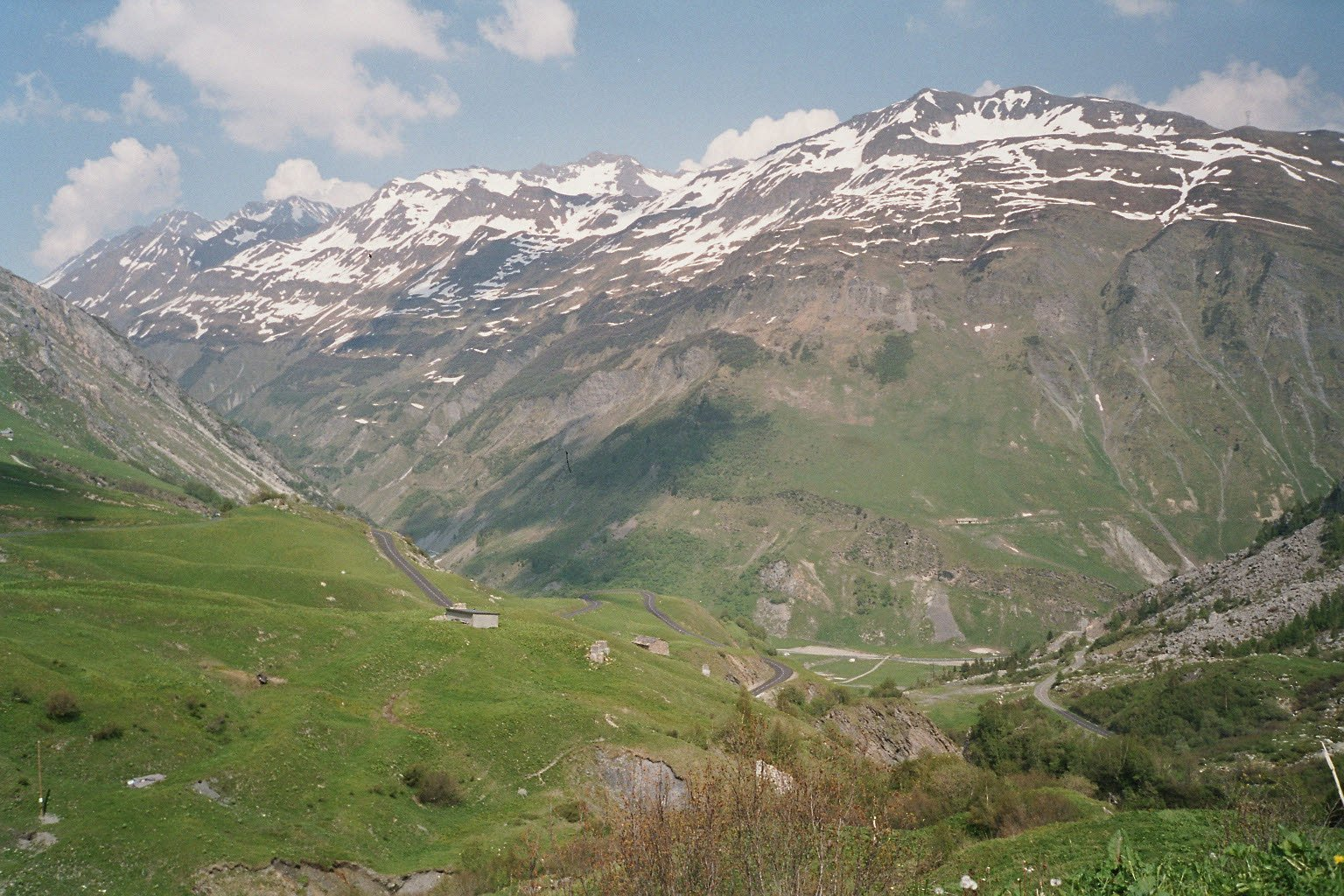
Die Ostrampe bei Les Chapieux, im Hintergrund die Grandes Aiguilles (2905 m)
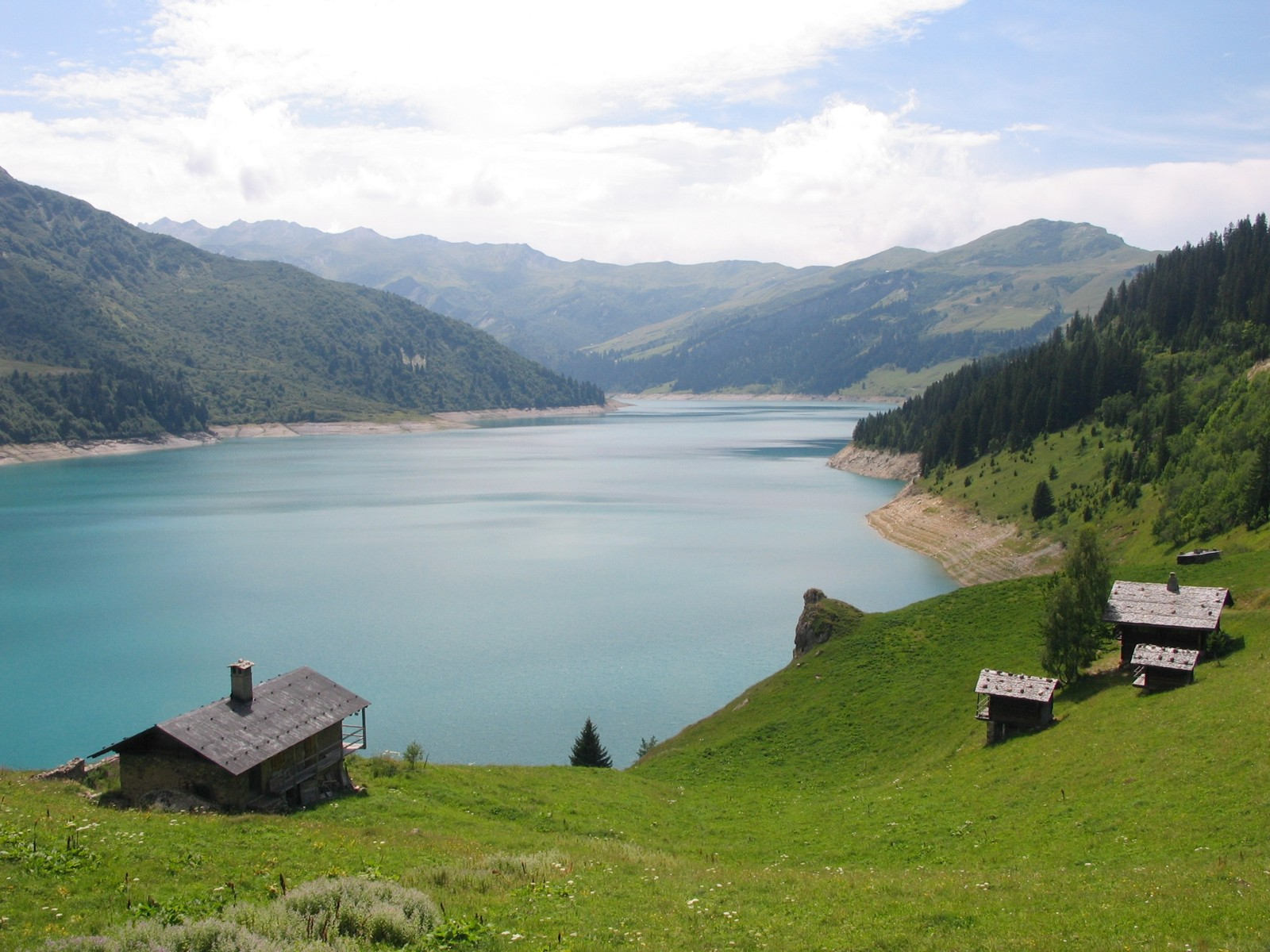
Der Lac de Roselend auf der Westseite des Passes

## Radsport

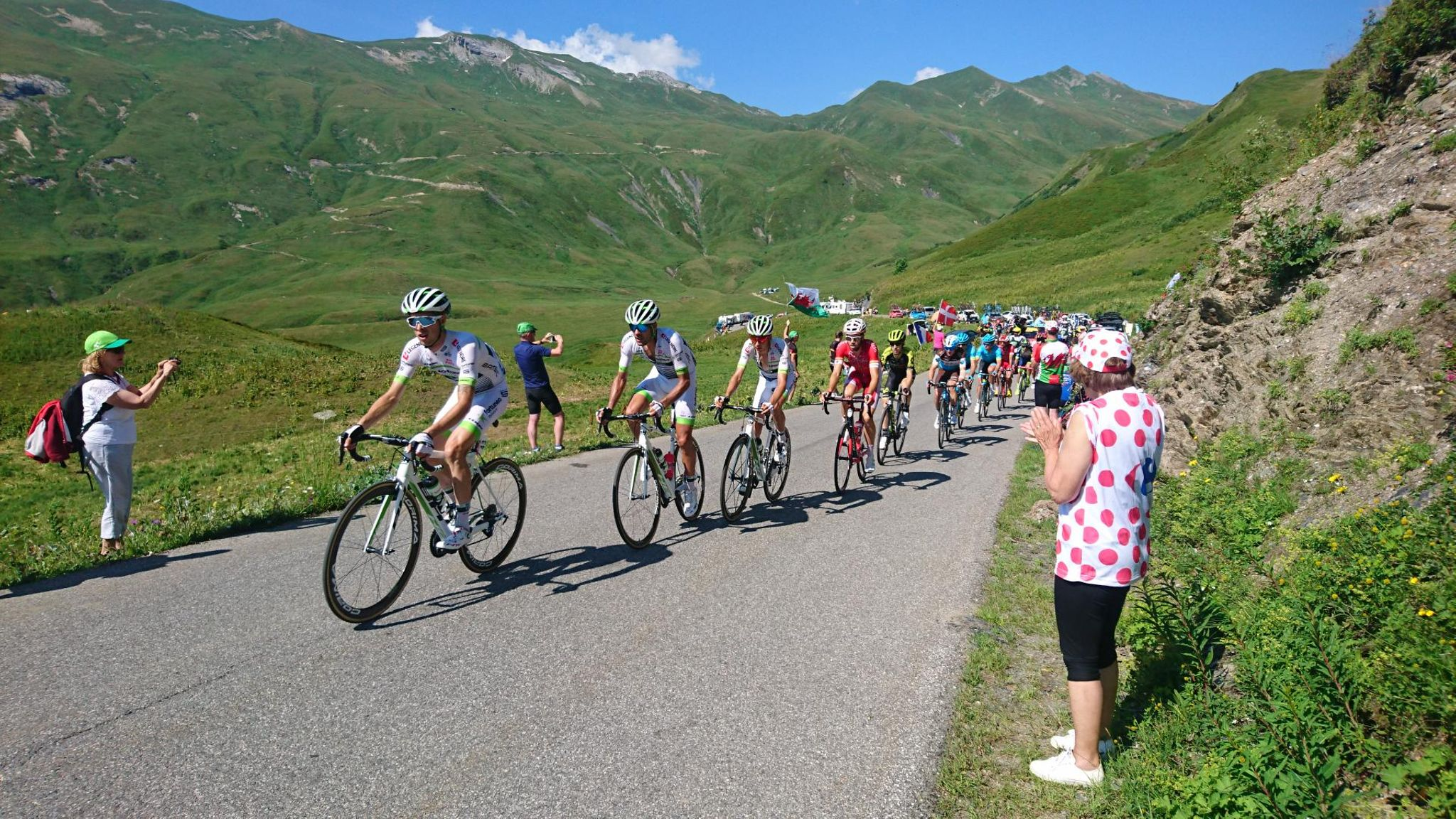
Die Ausreißergruppe im Anstieg des Cormet de Roselend (Tour de France 2018)

Der Cormet de Roselend wurde erstmals bei der Tour de France 1979 auf der 16. Etappe, die von Morzine nach Les Menuires führte, überquert. Dabei diente die Nordauffahrt von Beaufort als vorletzter Anstieg, der mit einer Bergwertung der 1. Kategorie klassifiziert wurde. Mit Henk Lubberding überquerte damals ein Niederländer als erster die Passhöhe. Bei der zweiten Befahrung im Jahr 1984 wurde erstmals auch die Südseite in Angriff genommen, die auch im Jahr 1987 genutzt wurde. In den 90er Jahren stand der Cormet de Roselend drei weitere Male im Programm der Tour de France und diente in den Jahren 1995 und 1996 als vorletzter Anstieg, ehe die Etappen in den Skiorten La Plagne und Les Arcs zu Ende gingen.
Auch in den 2000er Jahren führte die Tour de France mehrmals über den Cormet de Roselend. Nach dem Jahr 2009 sollte es jedoch bis ins Jahr 2018 dauern, bis der Pass wieder im Programm der Frankreich-Rundfahrt aufschien. Diesmal führte die Nordauffahrt über den Col du Pré (1748 m), dessen Passhöhe nahe dem Lac de Roselend erreicht wird. Im Anschluss überquerten die Fahrer die Roselend-Talsperre und absolvierten die verbliebenen 5,7 Kilometer des Cormet de Roselend, der nun als Anstieg der 2. Kategorie klassifiziert wurde. Im Jahr 2019 hätte auf dem Weg nach Val Thorens erneut die klassische Nordauffahrt befahren werden sollen, doch der Pass wurde aufgrund eines Erdrutsches aus dem Programm genommen. Bei der Tour de France 2020 wurde die Südauffahrt nach über zehnjähriger Pause wieder befahren, ehe im Jahr 2021 erneut die Auffahrt über den Col de Pré genutzt wurde. Auf dem Cormet de Roselend wurde daher zum zweiten Mal eine Bergwertung der 2. Kategorie abgenommen.
Die Tour de France 2023 führte auf der 17. Etappe erneut über die klassische Nordauffahrt von Beaufort. Der Pass wurde jedoch bereits auf der ersten Hälfte der Strecke überquert. Im Jahr 2025 soll der Pass als Bergwertung der 2. Kategorie neuerlich in Kombination mit dem Col du Pré befahren werden, ehe das Ziel der 19. Etappe in La Plagne erreicht wird.
| Jahr | Etappe     | Bergwertung  | Erster am Gipfel   | Auffahrt               |
| ---- | ---------- | ------------ | ------------------ | ---------------------- |
| 1979 | 16. Etappe | 1. Kategorie | Henk Lubberding    | West                   |
| 1984 | 19. Etappe | 1. Kategorie | Francis Castaing   | Ost                    |
| 1987 | 22. Etappe | 1. Kategorie | Mathieu Hermans    | Ost                    |
| 1992 | 13. Etappe | 1. Kategorie | Claudio Chiappucci | West                   |
| 1995 | 09. Etappe | 1. Kategorie | Alex Zülle         | West                   |
| 1996 | 07. Etappe | 1. Kategorie | Udo Bölts          | West                   |
| 2002 | 17. Etappe | 1. Kategorie | Mario Aerts        | Ost                    |
| 2005 | 10. Etappe | 1. Kategorie | Laurent Brochard   | West                   |
| 2007 | 08. Etappe | 1. Kategorie | Michael Rasmussen  | West                   |
| 2009 | 17. Etappe | 1. Kategorie | Franco Pellizotti  | Ost                    |
| 2018 | 11. Etappe | 2. Kategorie | Warren Barguil     | West (über Col de Pré) |
| 2020 | 18. Etappe | 1. Kategorie | Marc Hirschi       | Ost                    |
| 2021 | 09. Etappe | 2. Kategorie | Nairo Quintana     | West (über Col de Pré) |
| 2023 | 17. Etappe | 1. Kategorie | Giulio Ciccone     | West                   |
| 2025 | 19. Etappe | 2. Kategorie | Lenny Martinez     | West (über Col de Pré) |